# Rullac-Saint-Cirq
Rullac-Saint-Cirq es una comuna francesa situada en el departamento de Aveyron, en la región de Occitania.

## Demografía
| 731 | 692 | 556 | 519 | 508 | 407 | 346 |
| Para los censos de 1962 a 1999 la población legal corresponde a la población sin duplicidades (Fuente: INSEE [Consultar]) |     |     |     |     |     |     |